# Slaget vid Quatre Bras
Slaget vid Quatre Bras utkämpades nära den strategiska korsningen Quatre Bras i Nederländerna (nuvarande Belgien) den 16 juni 1815 mellan hertig av Wellingtons brittiska armé och franska Armée du Nord under marskalk Michel Ney.